# Pilea forgetii
Pilea forgetii är en nässelväxtart som beskrevs av Nicholas Edward Brown. Pilea forgetii ingår i släktet pileor, och familjen nässelväxter. Inga underarter finns listade i Catalogue of Life.

## Bildgalleri

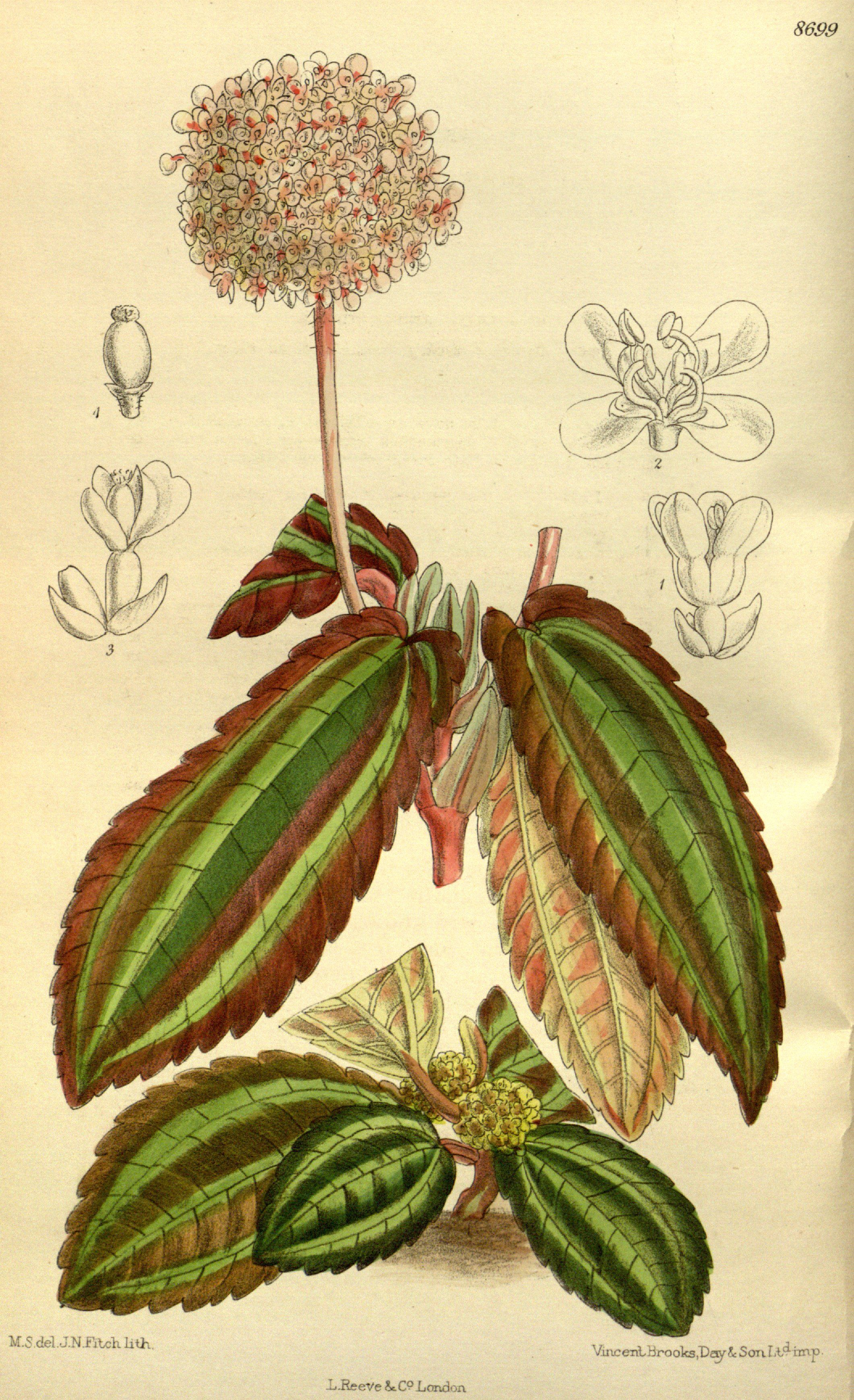